# Ebru Mandacı
Ebru Mandacı est une joueuse de volley-ball turque née le 7 mars 1993 à Zeytinburnu (İstanbul). Elle mesure 1,92 m et joue au poste de centrale. 

## Clubs
| Club                 | De        | À         |
| -------------------- | --------- | --------- |
| UPS İstanbul         | 2007-2008 | 2009-2010 |
| İller Bankası Ankara | 2010-2011 | 2012-2013 |
| Çanakkale Belediye   | 2013-2014 | 2013-2014 |
| İlbank Ankara        | sept 2014 | nov 2014  |
| Maltepe Yalı Spor    | 2014-2015 | 2014-2015 |
| Pursaklar Belediyesi | 2015-2016 | 2015-2016 |
| Balıkesir BBSK       | 2016-2017 | 2016-2017 |
| Sarıyer Belediyesi   | 2017-2018 | 2017-2018 |
| Çanakkale Belediye   | 2018-2019 | …         |